# Baicalina thamastoides
Baicalina thamastoides är en nattsländeart som beskrevs av Martynov 1914. Baicalina thamastoides ingår i släktet Baicalina och familjen Apataniidae. Inga underarter finns listade i Catalogue of Life.